# Croire
"Croire" (tradução portuguesa: "Acreditar") foi a canção que representou o Luxemburgo no Festival Eurovisão da Canção 1988, interpretada em francês por Lara Fabian. Foi a 17.ª canção a ser interpretada na noite do evento, a seguir à canção belga "Laissez briller le soleil", interpretada por Reynaert e antes da canção italiana "Vivo (Ti scrivo)", interpretada por Luca Barbarossa. No final, a canção luxemburguesa terminou num honroso 4.º lugar e recebeu 90 pontos, o single "croire" teve uma ótima aceitação do público, vendendo 500 mil cópias, superando as vendas das 3 músicas que receberam as 3 primeiras colocações no eurovision song contest. Foi a última boa classificação do país  até 1993, ano da última presença do país no Festival Eurovisão da Canção.

## Autoria
- Letrista: Alain Garcia
- Compositor: Jacques Cardona
- Orquestrador: Régis Dupré

## Versões
Lara Fabian além da versão em francês, gravou também em:
- alemão: Glaub'
- inglês Trust

## Letra
A canção é uma balada, com Fabian cantando que ela acredita na bondade das pessoas, mesmo no seu lado negro. Ela canta que "Nós temos amor dentro de nós", que é a sua principal crença.